# 5200 Pamal
5200 Pamal este un asteroid din centura principală de asteroizi.

## Descriere
5200 Pamal este un asteroid din centura principală de asteroizi. A fost descoperit pe 11 februarie 1983 la Stația Anderson Mesa de Edward L. G. Bowell. El prezintă o orbită caracterizată de o semiaxă mare de 2,24 ua, o excentricitate de 0,14 și o înclinație de 5,9° în raport cu ecliptica.